# Platypalpus grilloi
Platypalpus grilloi är en tvåvingeart som beskrevs av Bill P.Stark 1993. Platypalpus grilloi ingår i släktet Platypalpus och familjen puckeldansflugor.
Artens utbredningsområde är Kuba. Inga underarter finns listade i Catalogue of Life.